# Nelson Parraguez
Nelson Rodrigo Parraguez Riveros (Santiago do Chile, 5 de abril de 1971), é um ex-jogador de futebol chileno que se retirou em 2004, jogando pela Universidad Católica, equipe onde se destacou.

## Carreira
Estudou no colégio San Juán Evangelista de Las Condes, onde começou sua paixão pelo futebol, ao que mais tarde o levaria a jogar em divisões de base da Universidad Católica, onde conheceu um de seus grandes amigos, Raimundo Tupper. Com a Católica, conseguiu quatro títulos: Copa Chile 1991 e 1995, Apertura 1997 e a ‎Copa Interamericana de 1994. Além do mais, ele integrou na equipe vice-campeã da Copa Libertadores de  1993, e ganhou a Pré-Libertadores nos anos de  1989, 1991, 1992, 1994, 1995, 1996 e 1998.
No ano 2000 se transfere para o Necaxa do México onde jogou duas temporadas com regulares resultados, razão pelo qual voltou para a Universidad Católica. No ano seguinte, mais uma vez se transfere, desta vez para o time do Nueva Chicago (clueb de divisões inferiores da Argentina), que na época, disputava a Primeira Divisão, ao pedido pelo técnico e ex-companheiro Néstor Gorosito. Finalmente retorna ao clube de seus amores, onde em 2004 pendurou as chuteiras como ídolo indiscutível.

## Seleção Chilena
Pela Seleção Chilena, Parraguez jogou 52 partidas e esteve presente na Copa do Mundo de 1998, disputado na França jogando com o número 7, jogou os 90 minutos das três partidas da primeira fase (Contra Itália, Áustria e Camarões) já no ultimo duelo, contra o Brasil, esteve suspenso por cartões amarelos.

## Atualidade
Atualmente se desempenha como diretor esportivo da Universidad Católica.